# Al secco

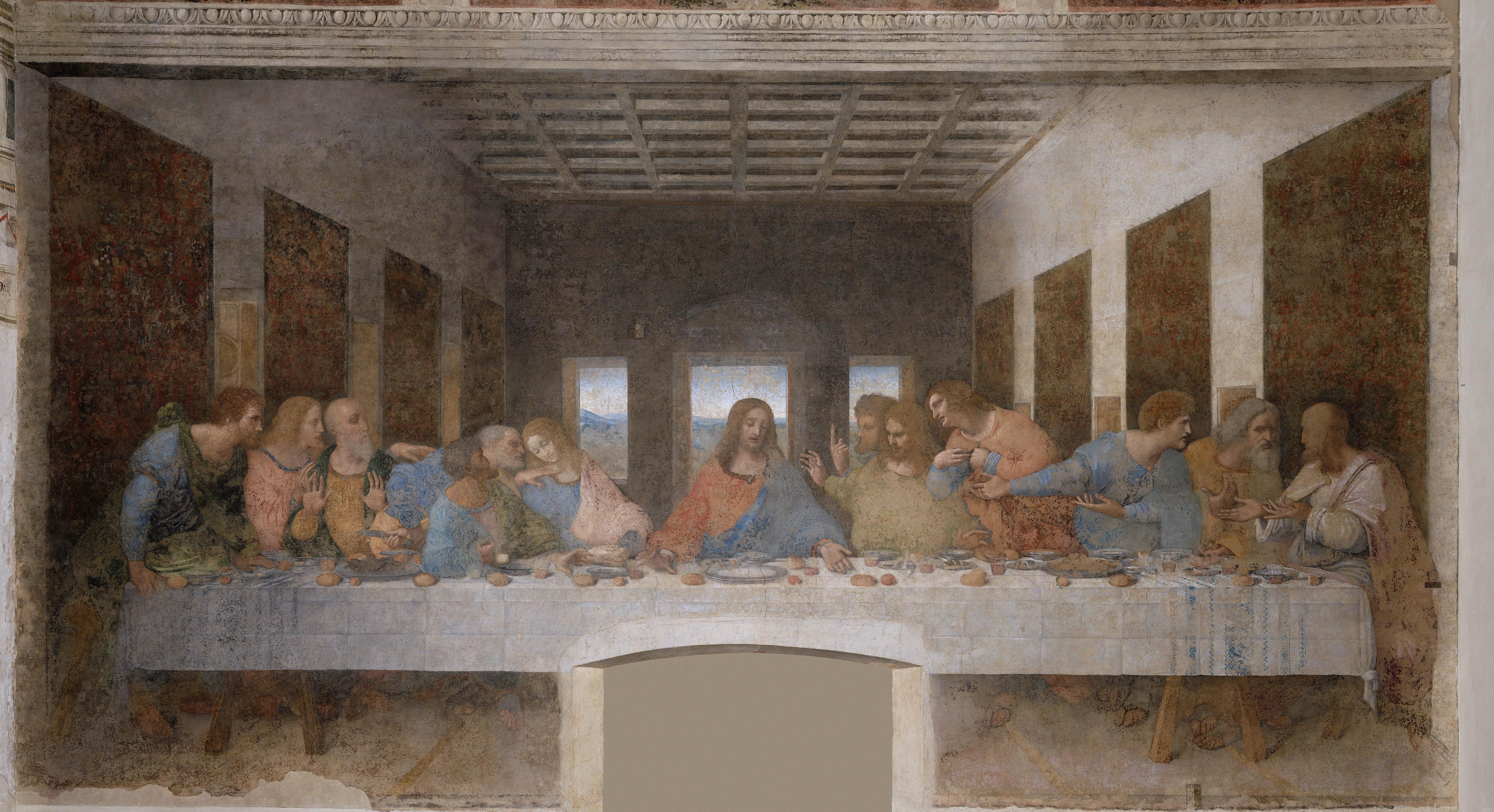
"Nattvarden", muralmålning i klostret Santa Maria delle Grazie i Milano, utförd al secco 1495–1498 av Leonardo da Vinci.

Al secco-målning, eller seccoteknik, är muralmålning utförd på kalkputs som först har fått härda, eller torka. Termen al secco kommer från italienskan och direktöversätts till "på det torra". Kallas även a secco.
Dess motsats är al fresco, eller freskoteknik, där underlaget är en färsk och fortfarande fuktig puts. I båda fallen rör det sig om puts som härdar genom så kallad karbonatisering av släckt kalk (kalciumhydroxid) till kalciumkarbonat.

## För- och nackdelar

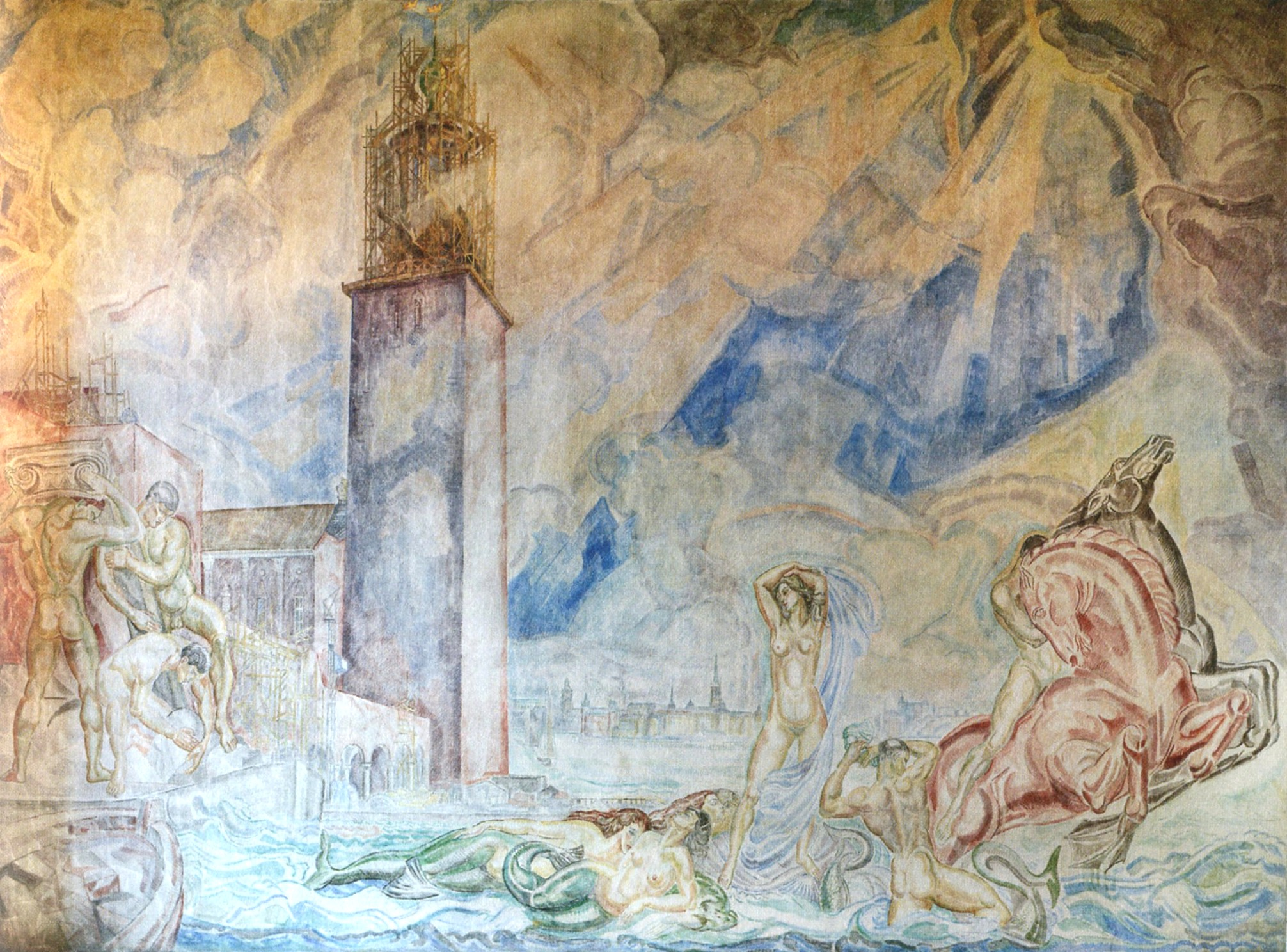
"Apoteos över Stockholm som sjöstad" seccomålning i Stockholms stadshus, av Axel Törneman 1920.

Med seccoteknik kan en målning färdigställas snabbare än med freskoteknik. Samtidigt har man inte tidspressen, så när det behövs kan man också ta längre tid på sig. Tekniken medger dessutom målning av finare detaljer. Den används också som komplement till freskoteknik.
En betydande nackdel med seccotekniken är den sämre hållbarheten. Till skillnad från freskotekniken, där den ännu inte härdade putsen står för bindemedlet, behöver man vid seccoteknik tillföra bindemedel tillsammans med pigmenten, det vill säga man använder en målarfärg. Det skapar ett yttre skikt som inte har en kemisk, utan bara fysikalisk bindning till underlaget och därför inte blir lika hållbart som vid freskoteknik, där pigmenten innesluts i underlaget när det härdar.

## Olika bindemedel
Vid målning med kalkteknik på en kalkputs, eller på en freskomålning, som torkat, fuktas ytan med kalkvatten innan man målar med kalkfärg, som består av pigment uppslammat i en kalkmjölk av släckt kalk i vatten, där kalken fungerar som bindemedel.
I målningar där seccoteknik använts brukar man hitta även andra bindemedel än kalk, exempelvis ägg (tempera), kasein, gummi arabicum, animaliskt lim (limfärg) eller torkande olja. Det kan finnas olika anledningar till att dessa valts; man kan till exempel ha velat förbättra bindningen till underlaget, få längre tid att bearbeta målningen innan den stelnar, eller så har man anpassat bindemedlet utifrån egenskaperna hos ett visst pigment. Det organiska innehållet påverkar dock hållbarheten negativt. En del av dessa bindemedel ger också färgen mindre lyster än ren kalkteknik.

## Historik

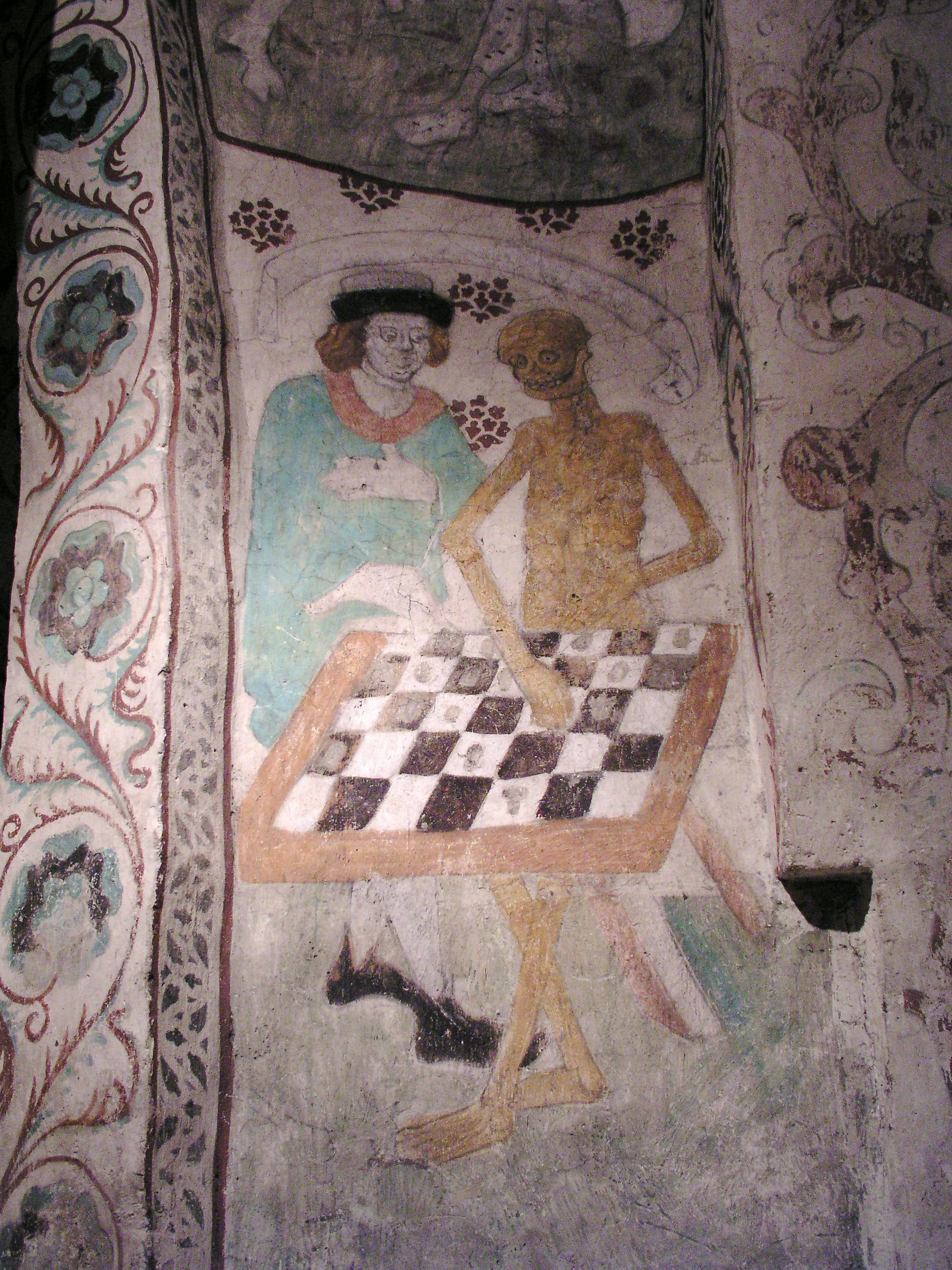
"Döden spelar schack", al secco-målning av Albertus Pictor i Täby kyrka i Uppland från sent 1400-tal.

Al secco-tekniken, att måla på underlag av kalkputs som först fått härda, eller torka, har en historia som sträcker sig bak till neolitisk tid, det vill säga till yngre stenåldern då människor blev mer bofasta. Exempel på detta finns i södra Anatolien, i dagens Turkiet, där man vid utgrävningar konstaterat att secco-väggmålningar var vanligt förekommande i husen i den neolitiska staden Çatalhöyük, befolkad 7400–6000 f.kr.
I Mesopotamien användes främst seccoteknik. Även i det forntida Egypten användes seccoteknik, men materialet var främst gips som strukits över lera. Som bindemedel använde egyptierna bland annat gummi arabicum, lim och kasein.
I sen klassisk grekisk konst och hellenistisk konst var seccotekniken i stort sett begränsad till kompletterande insatser på målningar utförda al fresco, då med gummi arabicum och tempera som bindemedel. I den romerska konsten förekom däremot rena seccotekniker, vid sidan av freskoteknik.
I Europa dominerade freskotekniken på många håll under medeltiden, söder om Alperna även under den senare medeltiden. I de nordligare områdena medförde gotiken att man från mitten av 1200-talet i allmänhet gick över till seccoteknik. Så bland annat i Danmark och Sverige, och utöver kalkfärg användes även här organiska bindemedel.